# Lurais
Lurais település Franciaországban, Indre megyében. Lakosainak száma 227 fő (2022. január 1.). Lurais Fontgombault, Mérigny, Néons-sur-Creuse, Preuilly-la-Ville, Tournon-Saint-Martin, Angles-sur-l’Anglin és Saint-Pierre-de-Maillé községekkel határos.

## Népesség
A település népességének változása:
| Lakosok száma | 303  | 250  | 241  | 243  | 234  | 247  | 249  | 234  | 226  | 227  |
|               | 1968 | 1982 | 1990 | 2006 | 2013 | 2015 | 2017 | 2019 | 2020 | 2022 |